# راه‌پیمایی نورنبرگ

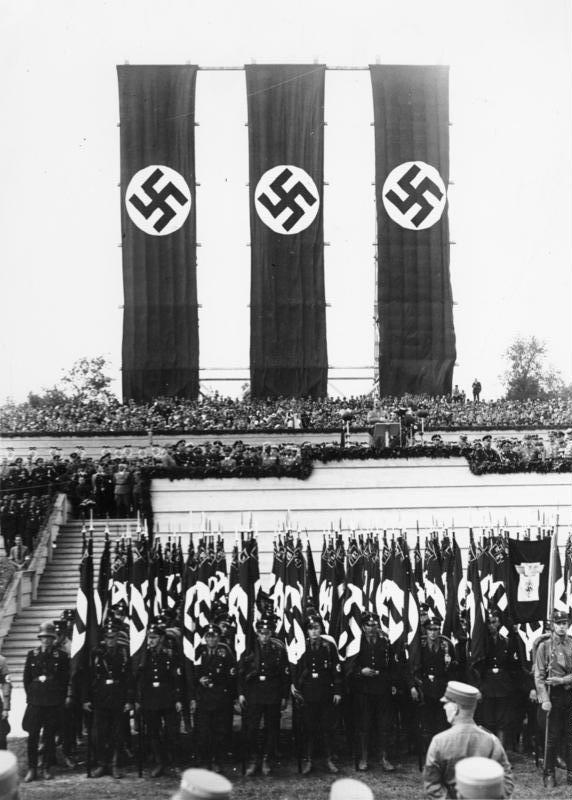
آدولف هیتلر در حال سخنرانی در راهپیمایی نورنبرگ ۱۹۳۳

راهیپمایی نورنبرگ (با نام رسمی  به معنای کنگره حزب رایش)، راهپیمایی حزب ملی سوسیالیستی کارگران آلمان در این کشور از ۱۹۲۳ تا ۱۹۳۸ بود.
راهیپمایی نورنبرگ به مجموعه ای از رویدادهای جشن اشاره دارد که توسط حزب نازی در آلمان هماهنگ شده‌است. اولین تجمع در سال ۱۹۲۳ برگزار شد. این تجمع نه بزرگ و نه تأثیرگذار بود، با این حال، با افزایش اندازه حزب، تجمعات مفصل تر شد و جمعیت بیشتری را به نمایش گذاشت. آنها نقش مهمی در رویدادهای تبلیغاتی نازی‌ها ایفا کردند و آلمانی متحد و قوی را تحت کنترل نازی‌ها منتقل کردند. این راهپیمایی‌ها زمانی که آدولف هیتلر در سال ۱۹۳۳ به قدرت رسید، به یک رویداد ملی و سالانه تبدیل شدند. هنگامی که دیکتاتوری نازی استوار شد، مبلغان حزب شروع به فیلمبرداری از آنها برای تماشاگران ملی و بین‌المللی کردند. لنی ریفنشتال، فیلمساز نازی، برخی از شناخته شده‌ترین آثار خود از جمله پیروزی اراده (۱۹۳۴) و پیروزی ایمان (۱۹۳۳) را تولید کرد که هر دو در زمین تجمع حزب نازی در نزدیکی نورنبرگ فیلمبرداری شدند. در سال ۱۹۳۸ این حزب راهپیمایی جشن آنشلوس را در نورنبرگ که در اوایل همان سال رخ داد برگزار کرد. راهپیمایی برنامه‌ریزی شده ۱۹۳۹ هرگز برگزار نشد و رژیم نازی هرگز تجمع دیگری برگزار نکرد زیرا هم دولت و هم حزب نازی تمام تمرکز خود را روی جنگ و آن را بر چیز دیگری اولویت می‌دادند.

## تاریخچه و هدف
اولین تجمعات حزب نازی در سال ۱۹۲۳ در مونیخ و در سال ۱۹۲۶ در وایمار برگزار شد. از سال ۱۹۲۷ به بعد، تجمعات آنها منحصراً در نورنبرگ برگزار شدند. حزب نازی، نورنبرگ را به دلایل باز بودن دستشان در این ایالت انتخاب کرد: این شهر در مرکز رایش آلمان قرار داشت و لویتپولداین (محل تجمعات نازی‌ها که اکنون به پارک تبدیل شده) محلی به عنوان مکان مناسبی بود. علاوه بر این، نازی‌ها می‌توانستند به شاخه محلی سازمان‌یافته حزب در فرانکونی، که در آن زمان توسط گائولایتر یولیوس اشترایشر رهبری می‌شد، تکیه کنند. پلیس نورنبرگ برای برگزاری این رویدادها به حزب نازی کمک شایانی می‌کرد.
بعدها، این مکان توسط حزب نازی با قرار دادن آن در سنت رژیم امپراتوری (رایشتاگ آلمان) امپراتوری مقدس روم، که رایش اول محسوب می‌شود، توجیه شد. پس از سال ۱۹۳۳، تظاهرات در نزدیکی زمان اعتدال پاییزی، تحت عنوان «روزهای حزب ملی مردم آلمان» (Reichsparteitage des deutschen Volkes) برگزار شد، که هدف آن نمادی از همبستگی بین مردم آلمان و حزب نازی بود. این نکته با رشد سالانه تعداد شرکت کنندگان که در نهایت به بیش از نیم میلیون نفر از تمام بخش‌های حزب، ارتش و ایالت رسید، بیشتر مورد تأکید قرار گرفت.

## تجمعات
به هر راهپیمایی عنوان برنامه ای داده شد که مربوط به رویدادهای ملی اخیر بود:
- ۱۹۲۳: اولین کنگره حزب در ۲۷ ژانویه ۱۹۲۳ در مونیخ برگزار شد.
- ۱۹۲۳: "راهپیمایی روز آلمان" در نورنبرگ، ۱ تا ۲ سپتامبر ۱۹۲۳ برگزار شد.
- ۱۹۲۶: دومین کنگره حزب ("کنگره مجدد") در وایمار، ۳ تا ۴ ژوئیه ۱۹۲۶ برگزار شد.
- ۱۹۲۷: سومین کنگره حزب ("روز بیداری") در نورنبرگ، ۱۹ تا ۲۱ اوت ۱۹۲۷ برگزار شد. فیلم تبلیغاتی "سمفونی اراده برای مبارزه" در این تجمع ساخته شد.
- ۱۹۲۹: چهارمین کنگره حزب، معروف به "روز خونسردی" در نورنبرگ، ۱ تا ۴ اوت ۱۹۲۹ برگزار شد. فیلم تبلیغاتی "کنگره حزب نورنبرگ NSDAP" در این تجمع ساخته شد.
- ۱۹۳۳: پنجمین کنگره حزب در نورنبرگ، ۳۰ اوت - ۳ سپتامبر ۱۹۳۳ برگزار شد. آن را "تجمع پیروزی" (Reichsparteitag des Sieges) نامیدند. اصطلاح "پیروزی" به تصرف قدرت توسط نازی‌ها و پیروزی بر جمهوری وایمار مربوط می‌شود. فیلم پیروزی ایمان توسط لنی ریفنشتال در این تجمع ساخته شد. هیتلر اعلام کرد که از آن زمان به بعد همه تظاهرات در نورنبرگ برگزار خواهد شد.[۳]
- ۱۹۳۴: ششمین کنگره حزب در نورنبرگ در ۵ تا ۱۰ سپتامبر ۱۹۳۴ برگزار شد که حدود ۷۰۰۰۰۰ هوادار حزب نازی در آن شرکت کردند. در ابتدا موضوعی نداشت. بعدها آن را «تجمع وحدت و قدرت» (Reichsparteitag der Einheit und Stärke)، «تجمع قدرت» (Reichsparteitag der Macht) یا «تجمع اراده» (Reichsparteitag des Willens) نامگذاری کردند.[نیازمند منبع]. فیلم پیروزی اراده در این تجمع ساخته شد.[۴] این تجمع به‌ویژه به دلیل کلیسای جامع نور آلبرت اسپیر قابل توجه بود: ۱۵۲ نورافکن که پرتوهای عمودی را به آسمان اطراف میدان زپلین می‌تابیدند تا نماد دیوارهای یک ساختمان باشند.
- ۱۹۳۵: هفتمین کنگره حزب در نورنبرگ، ۱۰ تا ۱۶ سپتامبر ۱۹۳۵ برگزار شد. آن را «تظاهرات آزادی» (Reichsparteitag der Freiheit) نامیدند. «آزادی» به برقراری مجدد خدمت سربازی اجباری و در نتیجه «رهایی» آلمان از معاهده ورسای اشاره داشت. لنی ریفنشتال در این تجمع فیلم «روز آزادی: ورماخت ما» Tag der) Freiheit: Unsere Wehrmacht) را ساخت و نازی‌ها قوانین نورنبرگ را معرفی کردند.
- ۱۹۳۶: کنگره هشتم حزب به عنوان «تظاهرات افتخار» شناخته شد (Reichsparteitag der Ehre، ۸–۱۴ سپتامبر). نظامی‌سازی مجدد راینلند غیرنظامی شده در مارس ۱۹۳۶ باعث احیای افتخار آلمان در چشم بسیاری از آلمانی‌ها شد. فیلم «جشن نورنبرگ» (Festliches Nürnberg) تصاویر گرفته شده در این راهپیمایی و همچنین تجمعات ۱۹۳۷ را در خود جای داده‌است.
- ۱۹۳۷: نهمین کنگره حزب «تجمع کارگر» نامیده شد (Reichsparteitag der Arbeit، ۶–۱۳ سپتامبر). کاهش بیکاری در آلمان از زمان به قدرت رسیدن نازی‌ها را جشن گرفت.
- ۱۹۳۸: کنگره دهم حزب «تظاهرات آلمان بزرگ» نامگذاری شد (Reichsparteitag Großdeutschland، ۵–۱۲ سپتامبر). این به دلیل الحاق اتریش به آلمان بود که در اوایل سال اتفاق افتاد.
- ۱۹۳۹: یازدهمین کنگره حزب، که برای ۲ تا ۱۱ سپتامبر برنامه‌ریزی شده بود، نام «تظاهرات صلح» (Reichsparteitag des Friedens) داده شد. این به معنای تکرار تمایل آلمان برای صلح، هم برای جمعیت آلمان و هم برای سایر کشورها بود. در یک اطلاعیه کوتاه لغو شد، زیرا یک روز قبل از تاریخ برنامه‌ریزی شده، در ۱ سپتامبر، آلمان حمله خود را علیه لهستان (که آتش جنگ جهانی دوم را برافروخت) در اروپا آغاز کرد.

## فیلم‌ها
فیلم‌های بسیاری به مناسبت بزرگداشت این رخدادها ساخته شد که در بینشان پیروزی اراده از همه مشهورتر است.
- پیروزی اراده
- پیروزی ایمان
- روز آزادی: ورماخت ما
- جشن نورنبرگ